# 芥川貴之志
芥川 貴之志（あくたがわ たかとし、1972年9月10日 - ）は、東京都出身のフリーエディター、クリエイター、グラフィックデザイナー。クラシック・ナイキのコレクターとしても知られる。

## 人物
小説家芥川龍之介の三男である作曲家芥川也寸志の末子で、長男にあたる。母親は也寸志の3番目の妻・江川真澄。祖母に芥川文、伯父に芥川比呂志、伯母に芥川瑠璃子、異母姉に芥川麻実子、従姉に芥川耿子がいる。東京都世田谷区成城に育つ。
中学生時代からのARBファン。ARBとの出会いがきっかけでルースターズやアナーキーを聴くようになったという。当時好きだったバンドやミュージシャンとしてTHE MODS やジュンスカイウォーカーズ、ジグ・ジグ・スパトニック やジョー・ジャクソン の名も挙げている。
中学時代はコンバースをよく履いていたと言い、その理由について「このミッドソールの白いテープ部分が、カンニング用のメモを書き込むのに適してたんです。足を膝の上に乗せると読みやすいし、この素材はシャーペンが良くのるんですよ」と説明している。
成城学園高等学校を経て成城大学文芸学部英文学科卒業。幼なじみの同級生に深作健太と愛耀子がいる。
大学に入学する1991年頃からスニーカーの蒐集を始める。その動機を「大学出て何するか？っていうのを決めてなかったのね。漠然と1人でなんかやって目立ちたいってのはあったんだけど。で、音楽をやってこうと思ったりもしたんだけど1人じゃできないこともありそうってことで。じゃあ古着の凄いコレクションを作ろう！って思っても、洋服の場合は高いものだと1点100万はするモノがあるわけ。でもスニーカーだったら高くても当時は10万くらいで買えたから何とかなるかなぁ～と」 と語っている。
1994年、大学3年生の夏にスニーカーの買い付けのために渡米。所有するスニーカーの数は500足に及び、そのうち約150足はナイキ本社のアーカイブで保管されている。クラシックナイキについてはナイキ社の人間以上に詳しいと自負し、「もしかすると世界一かも知れないです」 と発言。スニーカーメーカー各社のプロジェクトに加わり、カラー提案やオリジナルデザインモデルの発表をも行っている。
2005年から洋服を中心としたライフスタイルストアLyeden（ライデン、東京都目黒区）のディレクターを務めたが、2008年9月27日をもって閉店した。
メルセデス・ベンツの愛好者でもあり、日本初のメルセデス・ベンツユーザー交流サイトであるMB-Netの創設者。『メルセデス・ベンツマガジン』など自動車雑誌でも執筆している。
東京都世田谷区在住。妻との間に2人の男児がいる。

## 著書
- +81 Special Edition BlueRIBBONS Plus eighty one-Creators on the line- 世界中のナイキファンへの贈り物（ディー・ディー・ウェーブ、2005年1月25日）

## テレビ出演
- フジテレビ系『平成教育2005予備校』2005年3月20日
- フジテレビ系『熱血!平成教育学院』2008年6月22日
- 日本テレビ系『世界一受けたい授業』2008年8月9日